# 北条实时

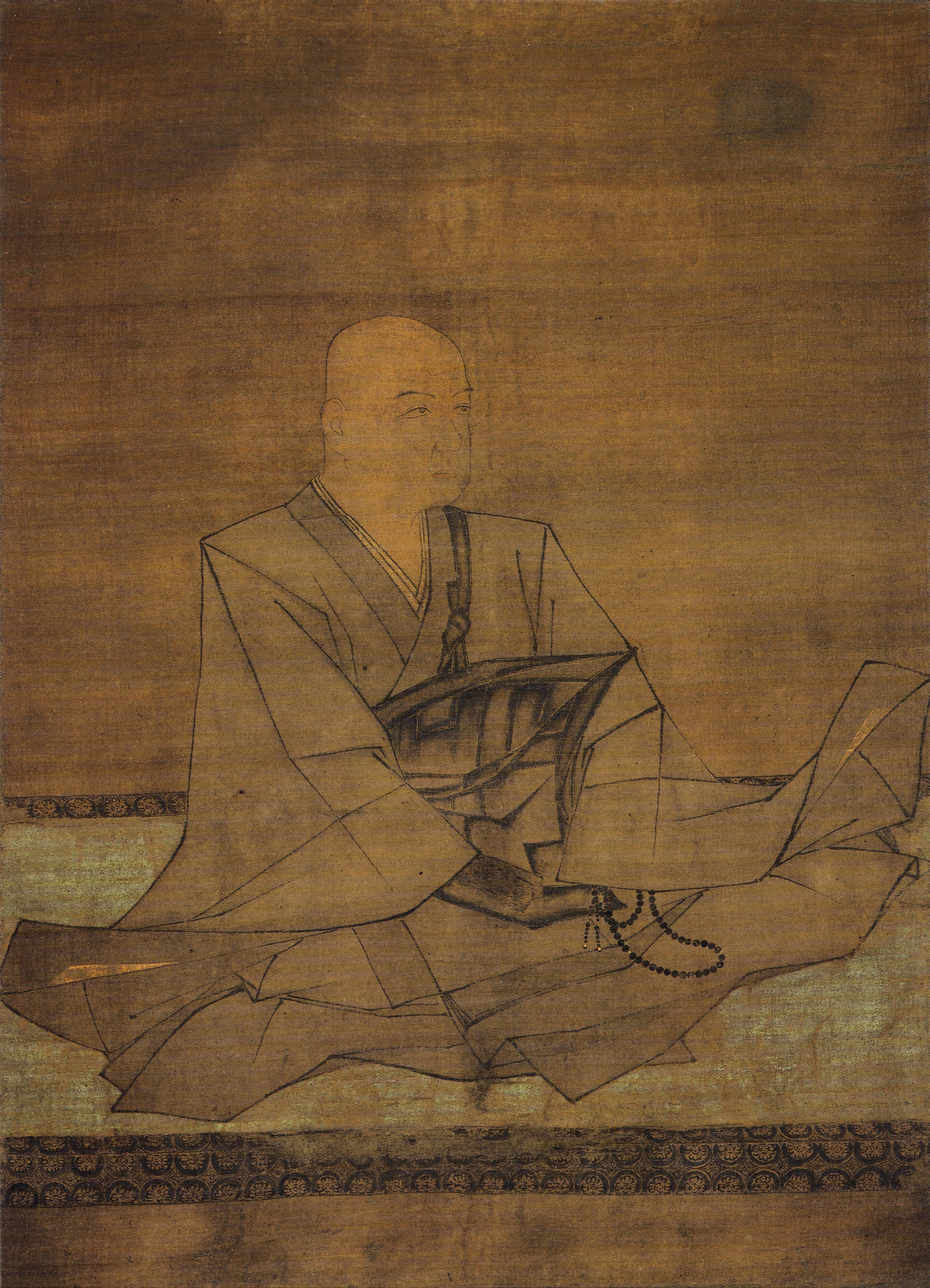
稱名寺藏絹本着色北條实时像（國寶）

北条實時（日语：／ Hojo Sanetoki，1224年—1276年11月30日），又名金澤實時，北条氏金澤流始祖，也是金澤文庫建立人。
他是北條實泰兒子，他的能力最早被北条泰時發現，先後成為幕府引付眾，寄合眾，評定眾。
文永之役翌年建治元年（1275年）從幕府政務引退，居住在六浦莊金澤（今横濱市金澤區），收集藏書建立金澤文庫，建治2年（1276年）死去、享年53歲。
他也是有名的文化人，曾師事明經道的清原教隆學習法制和漢籍，也曾編纂源氏物語注釋本。